# Vitor Petrino
Vitor Petrino Malaquias Salvo (Minas Gerais, Santa Luzia; 28 de agosto de 1997) es un artista marcial mixto brasileño que actualmente compite en la división de peso semipesado del Ultimate Fighting Championship (UFC).

## Primeros años
Nacido en Minas Gerais Santa Luzia, Petrino inició en las artes marciales a los 13 años. La primera disciplina a la que se dedicó fue el sanda y el boxeo chino, y fue a los 18 años que se incorporó al MMA amateur.
Petrino trabajó duro fuera del mundo de la lucha para estudiar y dedicarse a entrenar. Mientras estudiaba Educación Física, fue vendedor, ayudante de mecánico y trabajó en una empresa de almacén.

## Carrera de artes marciales mixtas

### Carrera temprana
Petrino debutó en MMA profesional enfrentando a Rodolfo Bellato en Max Fight 22, en 2019. Petrino ganó por nocaut en 25 segundos. Después de esa pelea logro cinco victorias más, incluidos cuatro nocauts más.

### Dana White's Contender Series
El 6 de septiembre de 2022 Petrino enfrentó por segunda vez en su carrera a Rodolfo Bellato, por un contrato de UFC en Dana White's Contender Series: Temporada 6, Semana 7. Petrino ganó el contrato al vencer a Bellato  por nocaut en el segundo asalto.

### Ultimate Fighting Championship
Se esperaba que Petrino debutara en UFC el 17 de diciembre de 2022, en UFC Fight Night 216, enfrentando a Tafon Nchukwi. Sin embargo, Nchukwi se retiró de la pelea por razones desconocidas.
Petrino hizo su debut promocional el 11 de marzo de 2023, enfrentándo a Anton Turkalj en UFC Fight Night 221. Petrino ganó la pelea por decisión unánime. Está pelea lo hizo merecedor de su primer premio a la Pelea de la Noche.
Petrino enfrentó a Marcin Prachnio el 8 de julio de 2023 en UFC 290. Ganó la pelea por sumisión en el tercer asalto.
Petrino enfrentó a Modestas Bukauskas el 4 de noviembre de 2023 en UFC Fight Night 231. Ganó la pelea por KO en el segundo asalto. Está pelea lo hizo merecedor de su primer premio a la Actuación de la noche.
Petrino enfrentó a Tyson Pedro el 2 de marzo de 2024 en UFC Fight Night 238.Ganó la pelea por decisión unánime. 
Petrino enfrentó a Anthony Smith el 4 de mayo de 2024 en UFC 301.Perdió la pelea por sumisión en el primer asalto.

## Campeonatos y logros
- Ultimate Fighting Championship
  - Actuación de la Noche (Una vez) vs. Modestas Bukauskas[12]
  - Pelea de la Noche (Una vez) vs. Anton Turkalj[7]

## Récord de artes marciales mixtas
| Récord profesional | Récord profesional | Récord profesional |
| 12 peleas          | 11 victorias       | 1 derrota          |
| ------------------ | ------------------ | ------------------ |
| Nocaut             | 7                  | 0                  |
| Sumisión           | 1                  | 1                  |
| Decisión           | 3                  | 0                  |

| Resultado | Récord | Oponente              | Método                        | Evento                                     | Fecha                   | Ronda | Tiempo | Localización      | Notas                     |
| --------- | ------ | --------------------- | ----------------------------- | ------------------------------------------ | ----------------------- | ----- | ------ | ----------------- | ------------------------- |
| Derrota   | 11–1   | Anthony Smith         | Sumisión (guillotine choke)   | UFC 301                                    | 4 de mayo de 2024       | 1     | 2:00   | Río de Janeiro    |                           |
| Victoria  | 11–0   | Tyson Pedro           | Decisión (unánime)            | UFC Fight Night: Rozenstruik vs. Gaziev    | 2 de marzo de 2024      | 3     | 5:00   | Las Vegas, Nevada |                           |
| Victoria  | 10–0   | Modestas Bukauskas    | KO (puñetazo)                 | UFC Fight Night: Almeida vs. Lewis         | 4 de noviembre de 2023  | 2     | 1:03   | São Paulo         | Actuación de la noche     |
| Victoria  | 9–0    | Marcin Prachnio       | Sumisión (arm-triangle choke) | UFC 290                                    | 8 de julio de 2023      | 3     | 3:42   | Las Vegas, Nevada |                           |
| Victoria  | 8–0    | Anton Turkalj         | Decisión (unánime)            | UFC Fight Night: Yan vs. Dvalishvili       | 11 de marzo de 2023     | 3     | 5:00   | Las Vegas, Nevada | Pelea de la noche         |
| Victoria  | 7–0    | Rodolfo Bellato       | KO (golpes)                   | Dana White's Contender Series 2022: Week 7 | 6 de septiembre de 2022 | 2     | 3:36   | Las Vegas, Nevada |                           |
| Victoria  | 6–0    | Gadzhimurad Antigulov | KO (golpes)                   | UAE Warriors 22                            | 4 de septiembre de 2021 | 2     | 3:36   | Abu Dhabi         |                           |
| Victoria  | 5–0    | Caike Souza           | TKO (golpes)                  | FUTURE FC 2                                | 18 de julio de 2021     | 1     | 4:17   | Curitiba          |                           |
| Victoria  | 4–0    | Fábio Gois            | TKO (golpes)                  | AFT 26                                     | 21 de febrero de 2021   | 1     | 0:45   | Curitiba          |                           |
| Victoria  | 3–0    | Willian Telles        | TKO (golpes)                  | AFT 25                                     | 29 de noviembre de 2020 | 1     | 3:06   | Curitiba          |                           |
| Victoria  | 2–0    | Ewerton Polaquini     | Decisión (unánime)            | Max Fight 23                               | 28 de junio de 2019     | 3     | 5:00   | Curitiba          |                           |
| Victoria  | 1–0    | Rodolfo Bellato       | KO (golpes)                   | Max Fight 22                               | 3 de mayo de 2019       | 1     | 0:25   | Caraguatatuba     | Debut en Peso Semipesado. |